# Oraesia igneceps
Oraesia igneceps là một loài bướm đêm trong họ Noctuidae.